# Gani Lawal
Gani Oladimeji Lawal, Junior (ur. 7 listopada 1988 w College Park) – amerykański koszykarz grający na pozycji silnego skrzydłowego, posiadający także nigeryjskie obywatelstwo.

## Kariera koszykarska

### Szkoła średnia (2003–2007)

#### Riverdale High School (2003–2005)
Karierę koszykarską rozpoczynał w 2003 roku od występów w drużynie szkoły średniej z Riverdale. W tamtejszym zespole w debiutanckim sezonie (2003/04) zdobywał średnio 10,1 punktów, miał 9,1 zbiórek i 5,1 bloków. Został także wybrany do „trzeciej piątki” najlepszych zawodników szkół średnich w stanie Georgia.
W kolejnych rozgrywkach (2004/05) zdobywał średnio 18,1 punktów, miał 14,2 zbiórek i 4,7 bloków w 25 meczach, w których wystąpił. Ponadto został wybrany do „trzeciej piątki” najlepszych zawodników szkół średnich w stanie Georgia.

#### Norcross High School (2005–2007)
Po ukończeniu drugiego roku nauki przeniósł się do szkoły średniej z Norcross. W tamtejszej drużynie koszykarskiej grał od 2005 do 2007 roku.
W pierwszym sezonie (2005/06) zdobywał średnio 17,1 punktów oraz miał 10,2 zbiórek i 4,7 bloków. Został także wybrany do „pierwszej piątki” najlepszych zawodników szkół średnich w stanie Georgia.
W kolejnych rozgrywkach (2006/07) zdobywał średnio 18,4 punktów oraz miał 8,1 zbiórek i 2,7 bloków. Wraz ze swoim zespołem zdobył wówczas tytuł mistrza stanu szkół średnich w koszykówce, zdobywając w finałowym spotkaniu przeciwko drużynie Centennial z Roswell 31 punktów (z 58, jakie zdobyła cała drużyna), zbierając 13 piłek i notując 6 bloków. Został także ponownie wybrany do „pierwszej piątki” najlepszych zawodników szkół średnich w stanie Georgia.
Dzięki udanym występom w maju 2006 roku został zaproszony na zgrupowanie reprezentacji Stanów Zjednoczonych do lat 18, jednak ostatecznie nie został powołany na mistrzostwa Ameryki U-18 w koszykówce mężczyzn.
Rok później został wybrany do występu w McDonald’s All-American Game – meczu gwiazd absolwentów amerykańskich szkół średnich w koszykówce. W spotkaniu tym zdobył 12 punktów i miał 12 zbiórek, najwięcej ze wszystkich uczestników. W tym samym roku wziął także udział w Roundball Classic, drugim z meczów gwiazd amerykańskich szkół średnich w koszykówce, rozgrywanym w Chicago.

### College (2007–2010)
W styczniu 2006 roku podjął decyzję, że po ukończeniu szkoły średniej, począwszy od sezonu 2007/08, grać będzie w zespole Georgia Tech Yellow Jackets, reprezentującym Georgia Institute of Technology i grającym wówczas w dywizji I NCAA. O jego pozyskanie starały się również University of Kentucky i Wake Forest University.
W nowej drużynie zadebiutował 9 listopada 2007 roku w meczu przeciwko UNC Greensboro, w którym zdobył 12 punktów i miał 5 zbiórek. W pierwszych 7 spotkaniach pojawiał się na boisku jako rezerwowy. Począwszy od 5 grudnia stał się podstawowym zawodnikiem drużyny i we wszystkich pozostałych meczach, w których grał, wystąpił w „pierwszej piątce” swojego zespołu. W sumie w debiutanckim sezonie w NCAA zagrał w 32 spotkaniach, w których zdobywał średnio 7,2 punktów oraz miał 3,5 zbiórki i 1 blok. Ponadto 10-krotnie zdobył 10 lub więcej punktów.
W kolejnych rozgrywkach (2008/09) zagrał w 31 meczach, z czego w 30 w „pierwszej piątce” swojego zespołu. Jedynym spotkaniem, w którym był rezerwowym był mecz przeciwko Miami University rozegrany 4 marca 2009 roku. Średnio zdobywał 15,1 punktów oraz miał 9,5 zbiórek i 1,5 bloków. Jednocześnie w spotkaniu przeciwko Pennsylvania State University rozegranym 3 grudnia 2008 roku, gromadząc 34 punkty, ustanowił swój rekord w ilości punktów zdobytych w jednym spotkaniu NCAA. Z kolei w meczu z Boston College 20 stycznia 2009 roku miał 6 bloków, co jest jego rekordowym wynikiem w rozgrywkach NCAA. Ponadto 18-krotnie zdobył 10 lub więcej zbiórek i 26-krotnie 10 lub więcej punktów, jednocześnie 15-krotnie osiągając double-double. Został także wybrany do „trzeciej piątki” najlepszych zawodników Atlantic Coast Conference.
Wiosną 2009 roku ogłosił, że ma zamiar wystartować w drafcie NBA i wziął udział w 19-dniowych testach i obozach dla kandydatów do udziału w drafcie. Ostatecznie jednak zdecydował się wycofać i pozostać w dotychczasowym zespole. W sezonie 2009/10 we wszystkich 36 meczach, w których wystąpił był podstawowym zawodnikiem drużyny. 10 lutego 2010 roku w spotkaniu przeciwko Miami University, notując 18 zbiórek, ustanowił swój rekord w ilości zbiórek w jednym spotkaniu NCAA. W całych rozgrywkach zdobywał średnio 13,1 punktów, miał 8,5 zbiórek i 1,4 bloków. Został także wybrany do „trzeciej piątki” najlepszych zawodników Atlantic Coast Conference, zajmując drugie miejsce w konferencji pod względem średniej ilości zbiórek.
W kwietniu 2010 roku ogłosił, że zamierza opuścić ostatni rok gry w rozgrywkach NCAA i wziąć udział w drafcie NBA. W ciągu trzech sezonów (2007/08, 2008/09 i 2009/10) zagrał w 99 meczach NCAA, w których w sumie zdobył 1167 punktów, miał 712 zbiórek i 127 bloków.

### Phoenix Suns (2010–2011) i wypożyczenie do Iowa Energy (2010)
Ostatecznie 24 czerwca 2010 roku został wybrany w drugiej rundzie z numerem 46 przez Phoenix Suns. W sierpniu tego samego roku podpisał z tym klubem trzyletni kontrakt, w ramach którego za pierwszy sezon gry otrzymał gwarantowaną pensję minimalną w wysokości 473 604 dolarów. Przed rozpoczęciem sezonu zasadniczego wystąpił w rozgrywkach Ligi Letniej NBA, będąc, podczas występów w Las Vegas, najskuteczniejszym zawodnikiem drużyny pod względem średnich zdobytych punktów, zbiórek i bloków. Mimo to nie wywalczył miejsca w składzie i 16 listopada został wypożyczony do występującego w lidze NBA Development League klubu Iowa Energy. W zespole tym wystąpił w 10 meczach i zdobył w sumie 112 punktów i 60 zbiórek.

## Sezon 2011/12
Lawal dołączył do drużyny Zastalu na początku sezonu 2011/12. Było to możliwe dzięki lokautowi w NBA. Kontrakt zawodnika obowiązywał do momentu zakończenia przerwy w rozgrywkach w USA. Rozegrał 10 meczów, w których zdobywał średnio 16.5 punktu, 11.7 zbiórek i 1.4 bloku.
Po zakończeniu lokautu w NBA, wrócił do swojej drużyny Phoenix Suns. Szybko został jednak zwolniony z kontraktu.
Podpisał niegwarantowaną umowę z San Antonio Spurs, z którymi grał w meczach przedsezonowych. Do składu na sezon zasadniczy się nie dostał i został z nim rozwiązany kontrakt.
Po kilku dniach podpisał kontrakt w lidze chińskiej z zespołem Xinjiang Flying Tigers. Zdobywał 18.4 punktu i notował 12.3 zbiórki oraz 1.3 bloku na mecz. Po zakończeniu rozgrywek w Chinach, zdecydował się na powrót do Zielonej Góry. Po rozegraniu zaledwie trzech spotkań, Zastal rozwiązał kontrakt z Lawalem. Oficjalny komunikat mówił o tym, że zawodnik naruszył warunki kontraktu. Na koniec sezonu Lawal związał się jeszcze krótką umową z francuską drużyną Chorale Roanne Basket.

## Sezon 2012/13
19 sierpnia 2012 Lawal podpisał kontrakt z Virtusem Rzym.
26 lipca 2017 został zawodnikiem występującego w III lidze tureckiej (TB2L) Karesi Spor. 13 stycznia 2018 zawarł umowę z irańskim Petrochimi Bandar Imam Harbour.
30 lipca 2018 podpisał umowę z japońskim Shiga Lakestars.
20 lutego 2021 dołączył do francuskiego Champagne Chalons-Reims Basket.

## Osiągnięcia
Stan na 24 lutego 2021, na podstawie, o ile nie zaznaczono inaczej.
NCAA
- Uczestnik turnieju NCAA (2010)
- Zaliczony do:
  - I składu turnieju konferencji Atlantic Coast (ACC – 2010)
  - III składu ACC (2009, 2010)
- Lider konferencji w liczbie zbiórek (200) w obronie (2010)[8]

Drużynowe
- Mistrz Włoch (2014)
- Zdobywca pucharu Grecji (2015)

Indywidualne
(* – nagrody przyznane przez portal eurobasket.com)
- Uczestnik meczu gwiazd ligi włoskiej (2013)
- Zaliczony do:
  - I składu letniej ligi NBA (2010)
  - II składu ligi włoskiej (2013)*[23]
- Lider ligi włoskiej w zbiórkach (2013)

Reprezentacja
- Uczestnik mistrzostw Afryki (2013 – 7. miejsce)

## Statystyki w NCAA
| Sezon   | Drużyna      | M  | S5 | MPG  | FG%   | 3P%  | FT%   | RPG | APG | SPG | BPG | PPG  |
| ------- | ------------ | -- | -- | ---- | ----- | ---- | ----- | --- | --- | --- | --- | ---- |
| 2007/08 | Georgia Tech | 32 | 32 | 17,3 | 57%   | 0%   | 49,5% | 3,5 | 0,3 | 0,4 | 1,0 | 7,2  |
| 2008/09 | Georgia Tech | 31 | 31 | 29,7 | 55,6% | 0,0% | 55,9% | 9,5 | 0,6 | 1,0 | 1,5 | 15,1 |
| 2009/10 | Georgia Tech | 36 | 36 | 25,7 | 52,9% | 0,0% | 57,2% | 8,5 | 0,4 | 0,4 | 1,4 | 13,1 |
|         | Kariera      | 99 | 99 | 24,2 | 41,9% | 0,0% | 75,2% | 7,2 | 0,4 | 0,6 | 1,3 | 11,8 |